# Gerhard Banner
Gerhard Banner (* 21. Oktober 1932 in Düsseldorf; † 29. Oktober 2020) war ein deutscher Verwaltungswissenschaftler. Er leitete die Kommunale Gemeinschaftsstelle für Verwaltungsmanagement (KGSt).

## Leben

### Ausbildung
Ende der 1940er-Jahre absolvierte Banner zunächst eine Ausbildung zum Schreiner, die er als Geselle erfolgreich abschloss. Nach dem Abitur im Jahr 1952 studierte er Sprachen, Jura und Volkswirtschaft an der Rheinischen Friedrich-Wilhelms-Universität Bonn und der Ruprecht-Karls-Universität Heidelberg. Er war Mitglied der Studentenverbindung Leonensia Heidelberg. 1963 legte Banner die zweite juristische Staatsprüfung ab.

### Berufslaufbahn
Banner begann seine berufliche Laufbahn als juristischer Übersetzer am Europäischen Gerichtshof in Luxemburg. Anschließend war er als persönlicher Referent für den Heidelberger Oberbürgermeister und den Essener Oberstadtdirektor tätig. Von 1968 bis 1976 wirkte Banner als Beigeordneter der Stadt Duisburg.
1976 wurde Banner zum Vorstand der Kommunalen Gemeinschaftsstelle für Verwaltungsmanagement (KGSt) berufen, einen von Städten, Gemeinden und Landkreisen getragenen Fachverband für kommunales Management mit Sitz in Köln. Banner war dort maßgeblich an der Entwicklung des sogenannten „Neuen Steuerungsmodells“ beteiligt, das wesentliche Impulse zur Modernisierung der öffentlichen Verwaltung in den 1990er-Jahren lieferte. Bis zu seiner Pensionierung im Jahr 1995 setzte sich Banner für mehr Bürgerbeteiligung ein.

### Lehrtätigkeit
Neben seiner beruflichen Tätigkeit lehrte Banner unter anderem an der Universität Duisburg (1976–1981), der Deutschen Universität für Verwaltungswissenschaften Speyer (1981–2001) und der Universität Potsdam (2000–2009). Er gab auch Kurse in Frankreich, beispielsweise an der École Nationale d’Administration in Straßburg, die traditionell die Elite der französischen Verwaltung ausbildet.

## Mitgliedschaften
- 2000–2007: Gründungsvorsitzender des Hochschulrats der Hochschule für öffentliche Verwaltung Kehl
- 1990–1999: Mitglied des Beirats der gemeinnützigen Bertelsmann Stiftung[8]
- 1991–1996: Mitglied der Jury des Carl Bertelsmann-Preises[9]
- seit 1952: Studentenverbindung Leonensia, Heidelberg

## Ehrungen
- 2010: Ernennung zum Ehrensenator der Hochschule für öffentliche Verwaltung Kehl
- 2012: Verleihung des Bundesverdienstkreuzes 1. Klasse[10]

## Werke
Banners wissenschaftliches Werk umfasst über 150 Publikationen in deutscher, englischer und französischer Sprache. Mit Christoph Reichard gab er 1993 den Sammelband „Kommunale Managementkonzepte in Europa“ heraus, der erstmals die Reform der öffentlichen Verwaltung im Ausland systematisch darstellte.